# Coryphantha pulleineana
Coryphantha pulleineana là một loài thực vật có hoa trong họ Cactaceae. Loài này được (Backeb.) Glass mô tả khoa học đầu tiên năm 1968.